# Kobold

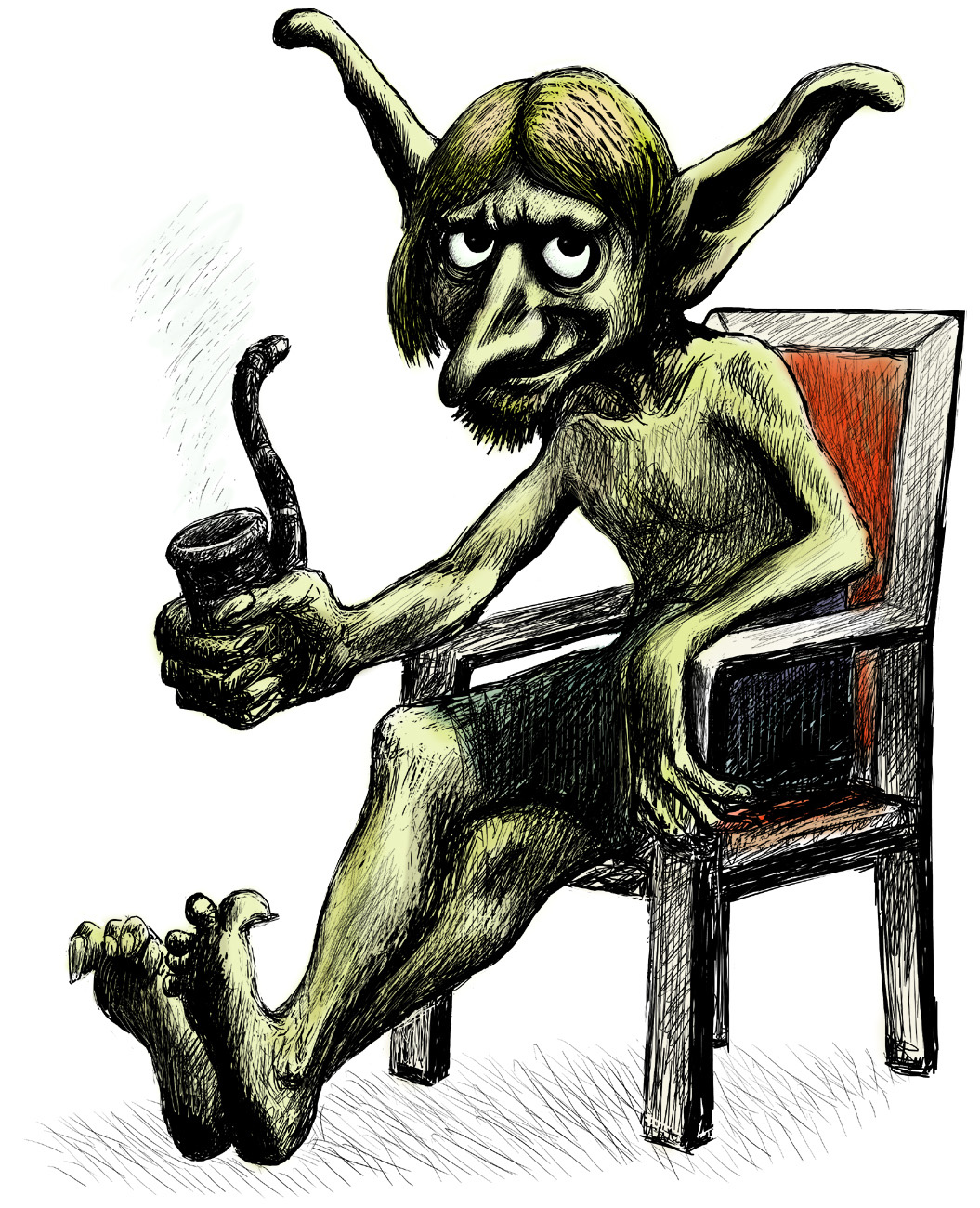
Kresba kobolda

Kobold je bytost z německého folklóru, podobná českým skřítkům a trpaslíkům. Je po něm pojmenován prvek kobalt.
Ve staroanglických glosách se objevují cofgodas „bůžci domu/pokoje“ jako překlad latinského penates. V němčině se toto slovo objevuje od 12. století a je odvozeno od slov kobe „místnost“ a walten „řídit“. V té době však neoznačoval bytost, ale domácí idol ze dřeva či vosku kterému byly obětovány potraviny. Později splynul kobold s trpaslíkem. 

## Populární kultura
- Kobold – druh malých zlých humanoidů ve fantasy hře na hrdiny Dungeons & Dragons
- Kobold – druh malých zlých humanoidů ve fantasy hrách ze světa Warcraftu
- Kobold – postava elfa ve fantasy sérii Shannara
- Der Kobold, opera Siegfrieda Wagnera z roku 1903
- Pod názvem Kobold vyrábí likérka Apicor bylinný likér určený především pro návštěvníky Šumavy.